# Vasilij 4. af Rusland
Vasilij den 4. af Rusland (russisk: Василий IV Иванович Шуйский, tr. Vasilij IV Ivanovitj Sjujskij; født 22. september 1552, død 12. september 1612) var den sidste zar af Rusland fra Rurik-dynastiet mellem 1606 og 1610.